# Petcherska (métro de Kiev)
Petcherska (ukrainien : Печерська) est une station de la ligne Sirets'ko-Petchers'ka (M3) du métro de Kiev. Elle est située dans le raïon de Petchersk de la ville de Kiev en Ukraine.
Mise en service en 1997, elle est desservie par les rames de la ligne M3. Le service est arrêté ou perturbé depuis l'invasion de l'Ukraine par la Russie en 2022.

## Situation sur le réseau
Établie en souterrain, la station Petcherska, est une station de passage de la Ligne Sirets'ko-Petchers'ka (M3) du métro de Kiev. Elle est située entre la station Klovska, en direction du terminus ouest Sirets, et la station Droujby narodiv, en direction du terminus est, Tchervonyï khoutir.
Elle dispose d'un quai central encadré par les deux voies de la ligne.

## Histoire
La station Petcherska est mise en service le 27 décembre 1997, sur une section déjà en service. Elle est conçue par l'architecte AT. Gneverev.

## Services aux voyageurs

### Desserte
Petcherska est desservie par les rames de la ligne M3.

Installations et desserte
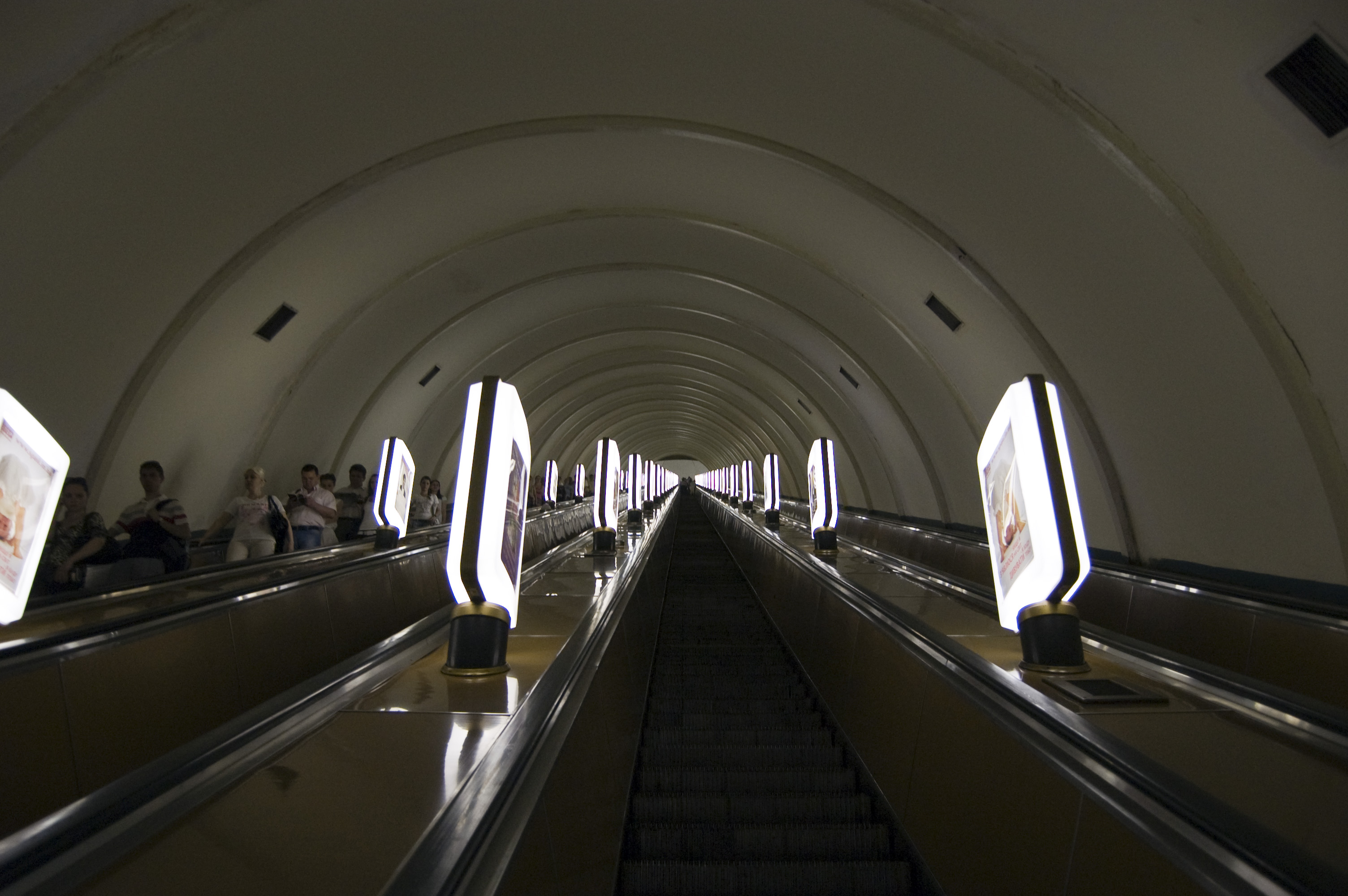
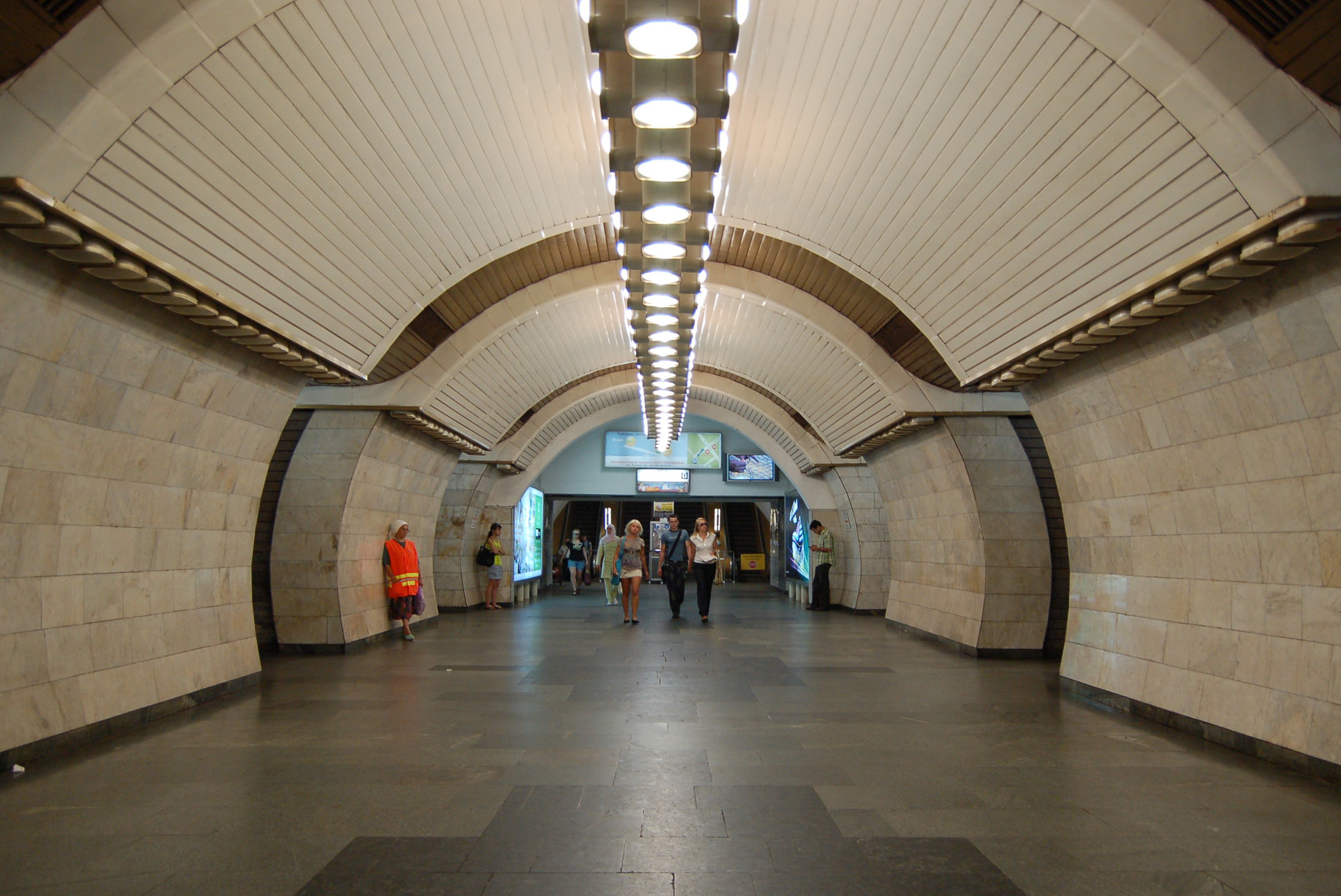
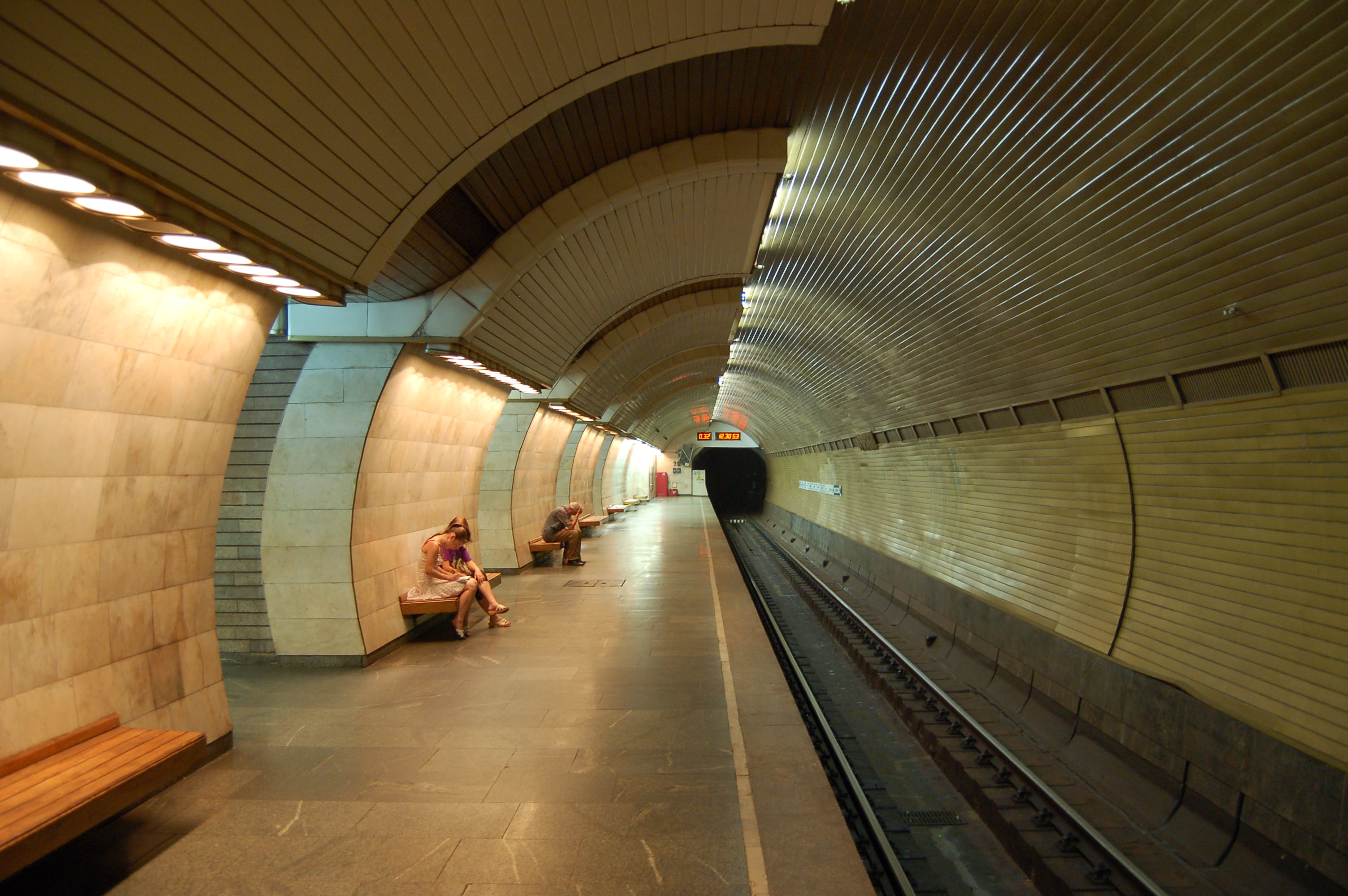